# Genoa (Colorado)
Genoa és una població dels Estats Units a l'estat de Colorado. Segons el cens del 2000 tenia 211 habitants.

## Demografia
Segons el cens del 2000, Genoa tenia 211 habitants, 75 habitatges, i 54 famílies. La densitat de població era de 226,3 habitants per km².
Dels 75 habitatges en un 36% hi vivien nens de menys de 18 anys, en un 58,7% hi vivien parelles casades, en un 9,3% dones solteres, i en un 28% no eren unitats familiars. En el 22,7% dels habitatges hi vivien persones soles el 14,7% de les quals corresponia a persones de 65 anys o més que vivien soles. El nombre mitjà de persones vivint en cada habitatge era de 2,81 i el nombre mitjà de persones que vivien en cada família era de 3,35.
Per edats la població es repartia de la següent manera: un 35,1% tenia menys de 18 anys, un 7,6% entre 18 i 24, un 21,8% entre 25 i 44, un 21,3% de 45 a 60 i un 14,2% 65 anys o més.
L'edat mediana era de 33 anys. Per cada 100 dones de 18 o més anys hi havia 90,3 homes.
La renda mediana per habitatge era de 27.375 $ i la renda mediana per família de 28.750 $. Els homes tenien una renda mediana de 28.750 $ mentre que les dones 22.500 $. La renda per capita de la població era de 12.443 $. Entorn del 10,4% de les famílies i el 20,2% de la població estaven per davall del llindar de pobresa.

## Poblacions més properes
El següent diagrama mostra les poblacions més properes.